# Glykoneus
Der Glykoneus ist in der antiken Verslehre ein achtsilbiges äolisches Versmaß. In der metrischen Formelnotation wird es mit gl abgekürzt. Benannt ist das Versmaß nach dem sonst unbekannten griechischen Dichter Glykon (Hephaistion 10,2).
Es werden die folgenden drei Formen unterschieden:
1. Glykoneus (gl1): —◡◡—◡—◡—
2. Glykoneus (gl2): ◡◡—◡◡—◡◡
3. Glykoneus (gl3): —◡—◡—◡◡—
Von diesen drei Formen wird der 2. Glykoneus am häufigsten genutzt; er ist auch stets gemeint, wenn der Begriff Glykoneus ohne weitere Unterscheidung verwendet wird.

## Antike Dichtung
Der Glykoneus kann als Kernvers der äolischen Versmaße betrachtet werden, da durch seine Abwandlung die verschiedenen äolischen Verse entstehen: Bei äußerer Erweiterung zum Beispiel der Phaläkische Vers (an den Glykoneus wird ein Baccheus angefügt), bei innerer Erweiterung zum Beispiel der kleine Asklepiadeus (der für die äölischen Maße kennzeichnende Choriambus wird verdoppelt), bei Verkürzung des Versendes um eine Silbe zum Beispiel der Pherekrateus (der somit als katalektischer Glykoneus aufgefasst werden kann). Fehlt dem Vers die erste Silbe, so wird die Form, der akephale Glykoneus, als Telesilleus bezeichnet, benannt nach der Dichterin Telesilla.
Die zweite Form des Glykoneus kommt am häufigsten vor als abschließender Vers in der Dritten asklepiadeischen Strophe, er schließt aber auch die Zweite asklepiadeische Strophe. Seltener ist die drei Glykoneen enthaltende Glykoneische Strophe; in der lateinischen Dichtung erscheint der Glykoneus auch stichisch gereiht.

## Deutsche Dichtung
Nachbildungen des Glykoneus im Deutschen finden sich entsprechend vor allem in den Nachbildungen der asklepiadeischen Strophen. Die erste Strophe von Ludwig Höltys Das Landleben:
 Wunderseliger Mann, welcher der Stadt entfloh!

Jedes Säuseln des Baums, jedes Geräusch des Bachs,

Jeder blinkende Kiesel

Predigt Tugend und Weisheit ihm!
Der vierte Vers dieser dritten asklepiadeischen Strophe ist ein Glykoneus.
Deutlich seltener als in den Nachbildungen der ungereimten antiken Strophen findet sich der Glykoneus in Reimgedichten. Friedrich Schillers Die Größe der Welt verwendet bei der Gestaltung der Strophe bewusst antike Versmaße – die ersten beiden Verse sind kleine Asklepiadeen, der vierte Vers ist ein Pherekrateus, und die letzten beiden Verse sind Glykoneen. Die erste Strophe:
Die der schaffende Geist einst aus dem Chaos schlug,

Durch die schwebende Welt flieg ich des Windes Flug,

Bis am Strande

Ihrer Wogen ich lande,

Anker werf, wo kein Hauch mehr weht

Und der Markstein der Schöpfung steht.
Friedrich Rückert setzt aus einem zweiten und einem ersten Glykoneus einen Langvers zusammen, den er für ein Ghasel verwendet. Die ersten sechs Verse von Das ist dein Amt:
Leucht', o flammendes Sonnenaug', über die Welt; das ist dein Amt.

Lenz! mit blühendem Rosentraum schmücke das Feld; das ist dein Amt.

Mond am Himmel! O schlafe nicht! Denn hier auf Erden wollen sein

Liebesnächte von deinem Strahl lieblich erhellt; das ist dein Amt.

Sing', o liebende Nachtigall, was du von Rosen-Schönheit weißt,

Sing' und stirb im Gesang, zu Sang bist du bestellt; das ist dein Amt.
Johann Heinrich Voß zerlegt in Mein und Dein Priapeen und reimt die so erhaltenen Glykoneen und Pherekrateen. Der Beginn der ersten Strophe:
Schafft nur Wein, und Gesang zum Wein;

Ewig bleiben wir munter,

Geh' im Zank um das Mein und Dein

Alles über und unter!
Hier sind der erste und der dritte Vers Glykoneen.